# Радионица
Радионица је савремени облик групног рада са ограниченим циљевима. Учесници се циљно окупљају ради конкретне „практичне” обуке или такве обуке у којој полазници заиста активно учествују у процесу. Наглашава решавање проблема уз активну партиципацију и директан тренинг. Такође, користи многе креативне технике и може се организовати на било коју тему и за све узрасте. Овај облик рада је посебно популаран у раду са децом.